# Bach család
A Bach család egy – többnyire muzsikusokból (zeneszerzőkből, orgonistákból, Stadtmusikerekből) álló – család, amely Közép-Németországban élt a 16. század második felétől egészen a 18. század végéig. A család „központja” Erfurtban volt. A „Bach” (ejtsd: báh) szó németül patakot jelent. A családnak két ága van: az erfurti vonal, és az arnstadti vonal.

## A család tagjai
- Veit Bach (1550–1619 körül) 
  - Johann(es) "Hans" Bach I (??-1626) (Veit Bach fia)
    - Johann(es) "Hans" Bach III (1604–1673) – erfurti vonal kezdete
      - Johann Christian Bach I (1640–1682)
        - Johann Jacob Bach II (1668–1692)
        - Johann Christoph Bach IV (1673–1727)
          - Johann Samuel Bach (1694–1720)
          - Johann Christian Bach II (1696-??)
          - Johann Günther Bach II (1703–1756)

      - Johann Aegidius Bach (1645–1716)
        - Johann Balthasar Bach (1673–1691)
        - Johann Bernhard Bach I (1676–1749)
          - Johann Ernst Bach II (1722–1777)
            - Johann Georg Bach I (1751–1797)

        - Johann Christoph Bach VI (1685–1740)
          - Johann Friedrich Bach II (1706–1743)
          - Johann Aegidius Bach II (1709–1746)

      - Johann Nicolaus Bach I (1653–1682)

    - Christoph Bach (1613–1661)
      - Georg Christoph Bach (1642–1697)
        - Johann Valentin Bach (1669–1720)
          - Johann Lorenz Bach (1695–1773)
          - Johann Elias Bach (1705–1755)
            - Johann Michael Bach III (1745–1820) (?)
              - Johann Georg Bach II (1786–1874)
              - Georg Friedrich Bach (1792–1860)

      - Johann Christoph Bach II (1645–1693)
        - Johann Ernst Bach I (1683–1739)
        - Johann Christoph Bach VII (1689–1740)

      - Johann Ambrosius Bach (1645–1695)
        - Johann Christoph Bach III (1671–1721)
          - Johann Andreas Bach (1713–1779)
            - Johann Christoph Georg Bach (1747–1814)

          - Johann Bernhard Bach II (1700–1743)
          - Johann Christoph Bach VIII (1702–1756)
            - Ernst Carl Gottfried Bach (1738–1801)
            - Ernst Christian Bach (1747–1822)
            - Philipp Christiann Georg Bach (1734–1809)

        - Johann Jacob Bach III (1682–1722)
        - Johann Sebastian Bach (1685–1750) – az unokahúgát (Maria Barbara Bach-ot) vette el
          - Catharina Dorothea Bach (1708-??)
          - Wilhelm Friedemann Bach (1710–1784) – Drezdai vagy Hallei Bach
          - Carl Philipp Emanuel Bach (1714–1788) – Hamburgi vagy Berlini Bach
          - Johann Gottfried Bernhard Bach (1715–1739)
          - Gottfried Heinrich Bach (1724–1763)
          - Johann Christoph Friedrich Bach (1732–1795) – Bückeburgi Bach
            - Wilhelm Friedrich Ernst Bach (1759–1845)

          - Johann Christian Bach (1735–1782) – Milánói vagy Londoni Bach

    - Heinrich Bach I (1615–1692) – arnstadti vonal
      - Johann Christoph Bach I (1642–1703)
        - Johann Nikolaus Bach II (1669–1753)
        - Johann Christoph Bach V (1676-??)
          - Johann Heinrich Bach II (1709-??)

        - Johann Friedrich Bach I (1682–1730)
        - Johann Michael Bach II (1685-??)

      - Johann Michael Bach I (1648–1694)
        - Maria Barbara Bach (1684–1720)

      - Johann Günther Bach I (1653–1683)

  - Philippus "Lips" Bach (1590–1620), Veit Bach fia
    - Wendel Bach (1619–1682)
      - Johann Jacob Bach I (1655–1718)
        - Nicolaus Ephraim Bach (1690–1760)
        - Georg Michael Bach (1703–1771)
          - Johann Christian Bach IV (1743–1814)

        - Johann Ludwig Bach (1677–1731) – Meiningi Bach
          - Gottlieb Friedrich Bach (1714–1785)
            - Johann Philipp Bach (1752–1846)

          - Samuel Anton Bach (1713–1781)

    - Johann Bach IV (1621–1686), Lips Bach unokaöccse
      - Johann Stephan Bach (1665–1717)
- Caspar Bach I (1570–1640 (Veit Bach testvére???)
  - Caspar Bach II (1600-??)
  - Heinrich "Blinder Jonas" Bach (??-1635)
  - Johann(es) Bach II (1612–1632)
  - Melchior Bach (1603–1634)
  - Nicolaus Bach (1619–1637)